# کپ-سن-اییناس، کبک
کپ-سن-اییناس (به فرانسوی: Cap-Saint-Ignace) شهری در منطقه شهری مومانی منطقه شودییر-آپالاش در استان کبک کانادا است. در سرشماری سال ۲۰۱۱ این شهر ۳٬۲۲۵ نفر جمعیت داشته‌است و مساحت آن ۲۲۷٫۷۶ کیلومتر مربع است.